# 真鶴町コミュニティバス
真鶴町コミュニティバス（まなづるまちコミュニティバス）は、神奈川県足柄下郡真鶴町のコミュニティバス。伊豆箱根バスに委託して運行されている。

## 概要
2008年に運行を開始した。当初は無料で、10人乗りの車両を使用して平日のみ11便を運行、年間約1万9,000人が利用していた。2014年の真鶴町地域公共交通会議における公共交通網の見直しにより、運行経路の一部重複する伊豆箱根バスの路線廃止と、コミュニティバスへの統合が決定、2016年10月1日から有料化された。
有料化後は日野・ポンチョが使用されている。

## 運賃
- 大人200円、小人100円（未就学児以下は無料、その他割引制度あり）

## 現行路線

### 岩線
真鶴駅 - 体育館駐車場入口 - 石田保育園前 - 西ノ入 - 橋ノ上 - 細山入口 - 大猿山配水池前 - 石名坂 - 町営住宅 - 岩 - 岩ふれあい館前(旧真鶴町立岩小学校) - 岩地区集会所前 - 岩海岸 - 朝倉医院前 - 役場 - 真鶴郵便局前 - 町民センター - 小田原百貨店 - 消防分署前 - 情報センター - 真鶴駅

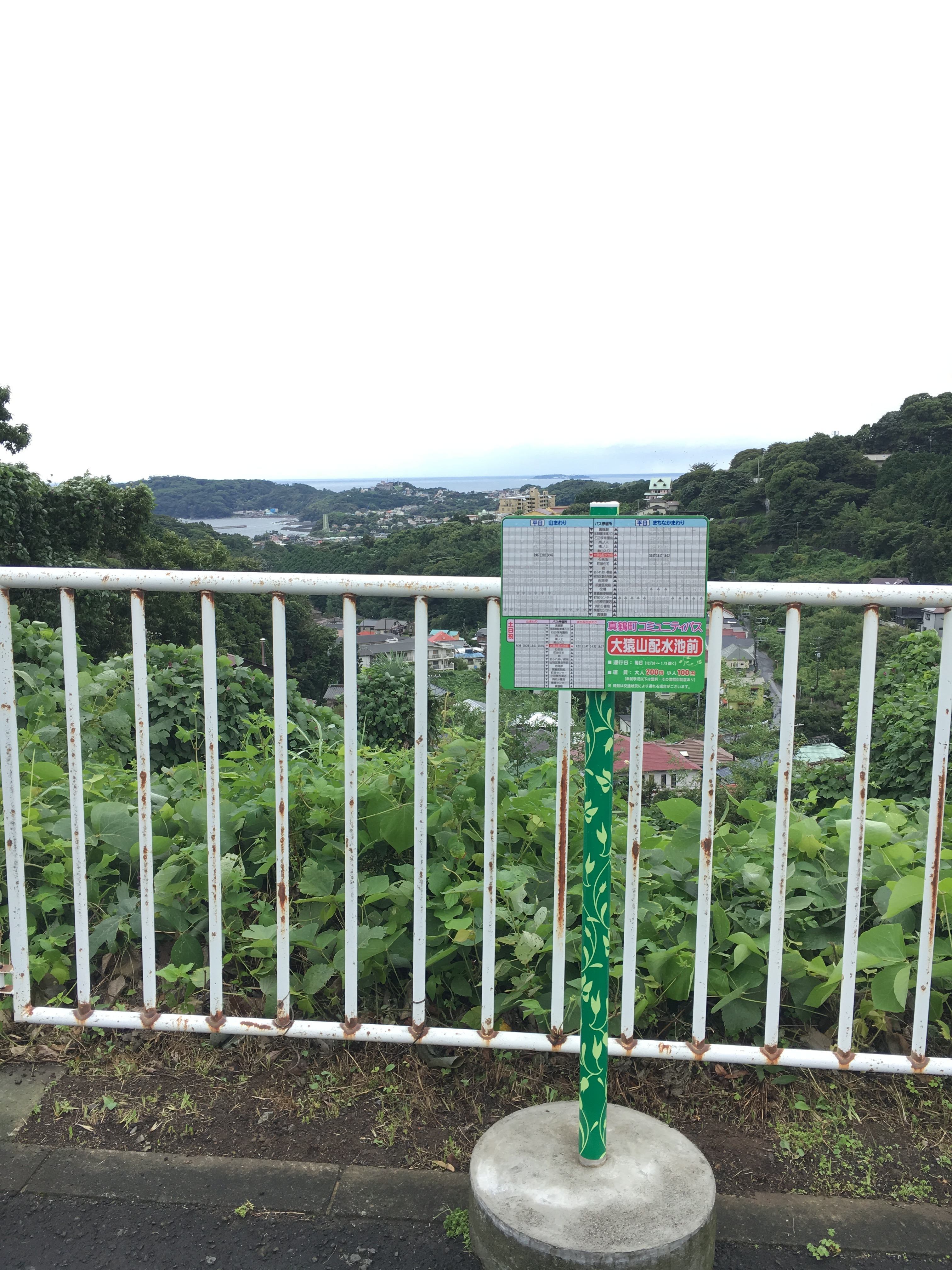
大猿山配水池前
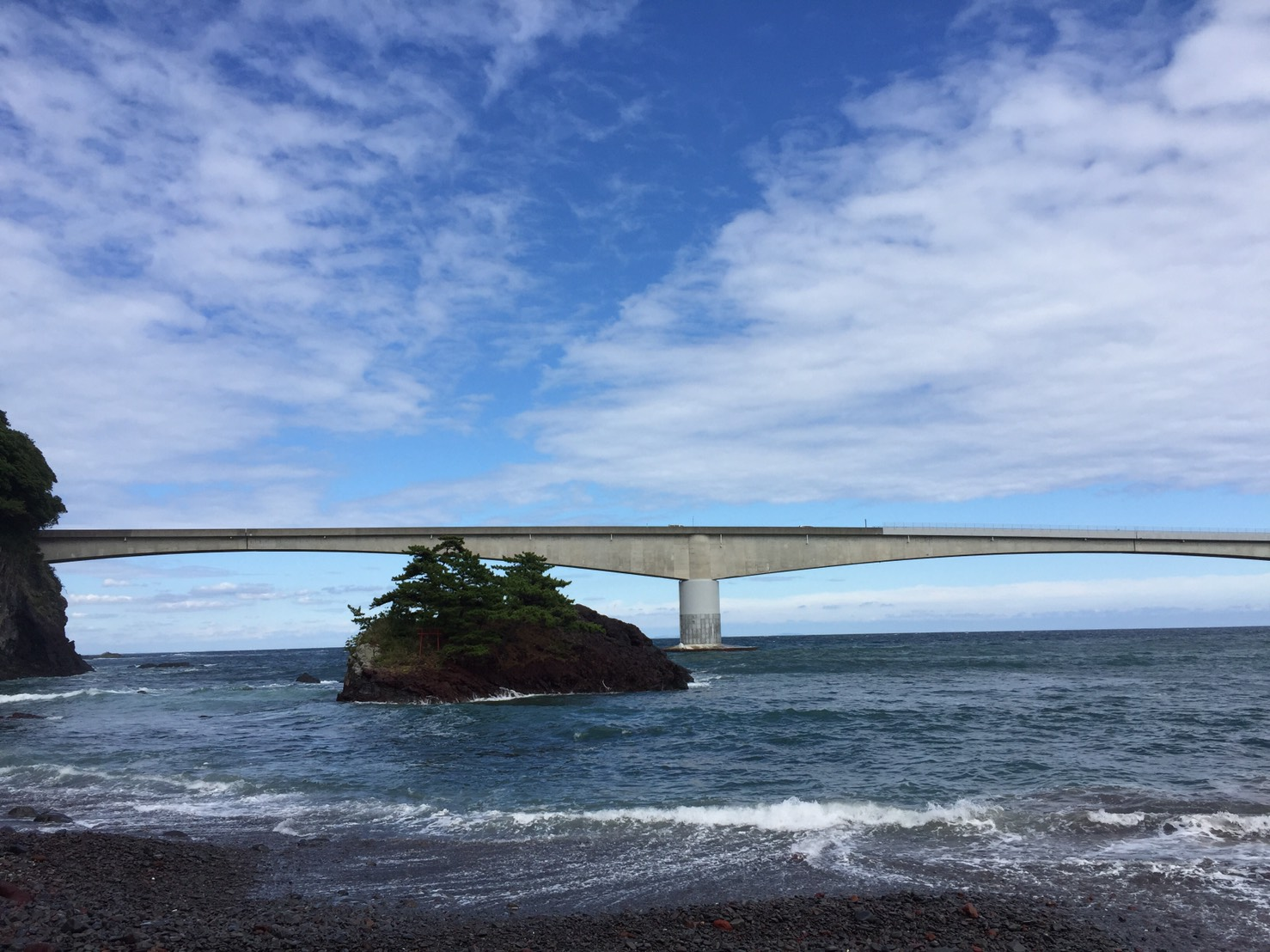
岩海岸
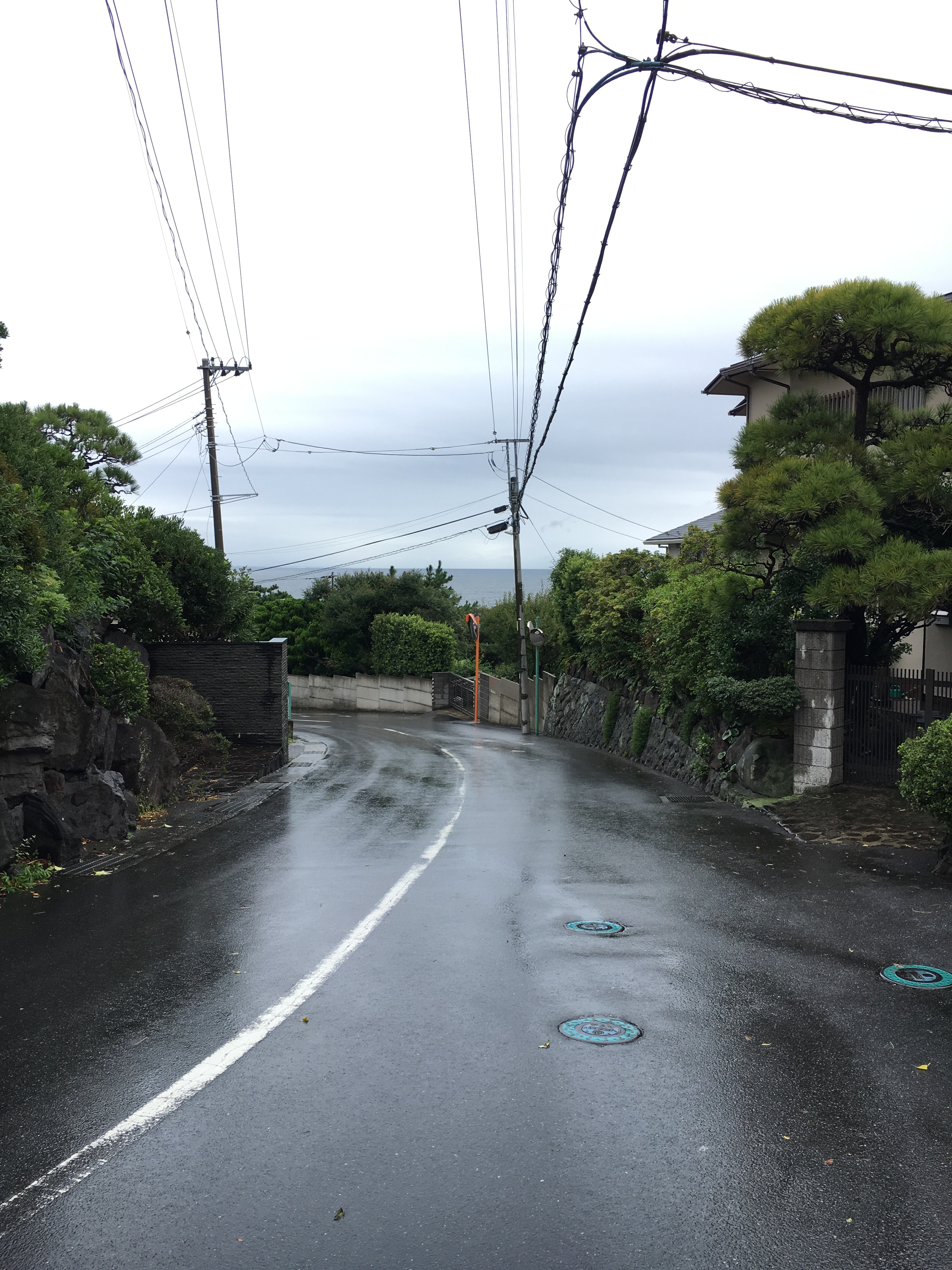
朝倉医院前（謡坂）

### 真鶴線
真鶴駅 - 真鶴郵便局前 - 役場 - 町民センター - 小田原百貨店 - 情報センター - 釈迦堂前（たけや寮前） - 尻掛入口 - ひなづる幼稚園 - 大花畑 - 大浜口 - 中川一政美術館